# Chesias modesta
Chesias modesta là một loài bướm đêm trong họ Geometridae.